# Callimorpha dominula
Callimorpha dominula је врста ноћног лептира (мољца) из породице Erebidae.

## Распрострањење и станиште
Врста је распрострањена на подручју већег дела Европе, насељава и Блиски исток (Турска, Закавказје и северни Иран). У Србији се среће спорадично, од северне Шумадије ка јужним деловима државе. Преферира осунчана влажна станишта, као што су предели уз потоке, подручја око рибњака, влажне шуме са чистинама, итд.

## Опис
Предња крила су црна са белим и жутим мрљама, на црним деловима обично имају металик зелени одсјај. Доња крила су црвене боје (ређе жута) са црним мрљама. Стомак је црне боје, а грудни део је металик тамнозелене боје са две уздужне кратке жуте пруге. Распон крила је од 45 до 55 mm.

## Биологија
Врста је активна и дању и ноћу, ноћу је привлачи светло а преко дана углавном мирује па се теже проналази. Лети у јуну и јулу, а ређе се може срести током маја и августа. Има једну генерацију годишње, женке након парења полажу јаја на биљку хранитељку. Гусенице су тамно сиве до црне боје са испрекиданим жутим бочним пругама, имају црне до сиве чуперке дуж целог тела. Као биљка хранитељка јављају се се различите зељасте биљке (нпр. коприва, малина, боквице, итд.), али и разно жбуње и дрвеће.

## Галерија
- гусеница
- гусеница

## Синоними
- Phalaena dominula Linnaeus, 1758